# Arctisch front

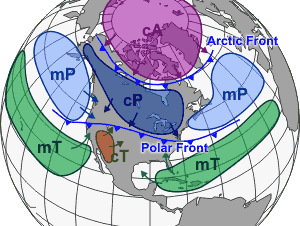
Verschillende luchtsoorten met het arctische front tussen continentale arctische lucht en continentale en maritieme polaire lucht.

Het arctische front is het grensvlak tussen de luchtsoorten arctische lucht (AL) en polaire lucht (PL). In tegenstelling tot het polaire front reikt het niet tot de tropopauze.